# 李楫 (成化進士)
李楫（1436年—？年），字時濟，福建汀州府上杭縣人，明朝政治人物。

## 生平
成化四年（1468年）戊子科福建鄉試第三十名舉人，成化十一年乙未科第三甲第六十七名進士。成化十八年（1482年）官分水縣知縣。

## 家族
曾祖李子雲，祖李勝保，父李通，母陳氏；繼母謝氏。